# بانوک (کارولینای شمالی)
بانوک (به انگلیسی: Banoak) یک منطقهٔ مسکونی در ایالات متحده آمریکا است که در شهرستان کاتاوبا، کارولینای شمالی واقع شده‌است. بانوک ۳۵۸٫۱۴ متر بالاتر از سطح دریا واقع شده‌است.